# This Is Who I Am (Lena Katina)
This Is Who I Am è il primo album in studio della cantante russa Lena Katina, pubblicato il 14 novembre 2014 su etichetta Katina Music Inc.
Frutto di un lavoro iniziato nel 2009, dopo la separazione dalla storica collega Julia Volkova, con cui formava le t.A.T.u., il disco è caratterizzato da sonorità che si distaccano dal power pop tipico del duo di cui faceva parte.

## Antefatti
Nel 2009, subito dopo l'annuncio della carriera solista, Katina lasciò la Russia per recarsi negli Stati Uniti in cerca di un'etichetta che potesse offrirle un contratto. Tuttavia, diverse case discografiche respinsero la richiesta, costringendo la cantante a perseguire la propria carriera autofinanziandola. Ciononostante, nei primi tempi i finanziamenti arrivarono anche dall'ex produttore delle t.A.T.u., Boris Renskij.
La cantante trascorse cinque anni a Los Angeles, in California, registrando e scrivendo il suo primo album da solista con i membri della sua band, Sven Martin, Domen Vajevec, Steve Wilson e Jörg Kohring.
Prima della pubblicazione dell'album, le tracce The Beast e Fed Up erano conosciute con i titoli So Not Cool e Irs. 

## Descrizione
Annunciato ufficialmente il 2 settembre 2014, in concomitanza del restyling del sito ufficiale dell'artista, l'album è stato pubblicato nel novembre 2014 con 13 brani, mentre in Italia è uscito con un brano aggiuntivo, Golden Leaves, scritto da Fernando Alba e Kathleen Hagen e cantato in collaborazione con la cantante italiana Noemi Smorra. La stessa Katina è stata coinvolta nel packaging del disco, usando la sua grafia personale come didascalia, mentre il libretto dell'album presenta diverse foto di lei in compagnia di amici, colleghi e genitori. 
La maggior parte dei suoi brani sono presenti, in versione live, nell'album dal vivo European Fan Weekend 2013, pubblicato antecedentemente al disco.
In più di un'intervista, tra tutte le tracce dell'album, l'artista ha ammesso di amare particolarmente la traccia An Invitation, definendola un brano sexy e sperimentale caratterizzato da un sound diverso e nuovo rispetto ai vecchi lavori dell'artista, sia nelle t.A.T.u. che da solista. 
Era prevista una versione deluxe dell'album con all'interno, oltre alle tracce standard, nuovi brani e alcune versioni in russo delle tracce inglesi. Tuttavia, seppur annunciata, questa versione del disco non è mai stata formalizzata.

## Promozione
Never Forget è il primo singolo estratto ed è una dedica di addio alla collega Julia Volkova. Attraverso il brano, Katina ringrazia la ex partner artistica per i momenti trascorsi insieme, specificando però che è tempo per entrambe di andare avanti. Il brano ha raggiunto la posizione numero 1 nella top 10 di MTV Russia, aggiudicandosi anche il premio Video of The Year 2011. Il suo remix a cura di Dave Audé ha raggiunto il primo posto nella Billboard Hot Dance Club Play statunitense e in Grecia.
Lift Me Up, pubblicato come secondo singolo, ha avuto un riscontro positivo dal pubblico sudamericano. La canzone è una dedica ai suoi fan che la supportano sin dagli esordi e che continuano a seguirla con passione. Nel video, Lena attacca su un muro di mattoni le foto dei suoi fan formando la scritta "Thank U".
Who I Am, terzo singolo, ha guadagnato recensioni contrastanti da parte del pubblico: c'è chi l'ha ritenuto un pezzo grintoso, chi non adatto al percorso della cantante e chi ha individuato nel sound una vaga somiglianza con lo stile che caratterizzava le t.A.T.u. 
An Invitation è stato estratto come ultimo singolo dell'album. Il brano presenta uno stile nuovo rispetto ai precedenti lavori dell'artista. Il video è stato girato in Italia, a Roma, durante la prima gravidanza dell'artista.
Golden Leaves è una collaborazione con la cantante italiana Noemi Smorra, che è l'artista principale del brano, inserita come traccia bonus nell'edizione italiana del disco. Il brano è stato presentato dal vivo per la prima volta in duetto con Smorra in Italia, a cui è seguita, poco tempo dopo, la pubblicazione del videoclip girato sempre in Italia.

## Tracce
1. All Around the World – 3:29 (Lena Katina, Jasmin Ash, Justin Gray)
2. Who I Am – 3:18 (Lena Katina, Erik Lewander, Iggy Strange Dahl, Sven Martin)
3. Walking In the Sun – 4:11 (Lena Katina, Sven Martin, Maria Abraham, Jorg Kohring, Mike Boden)
4. The Beast (Inside of You) – 4:05 (Lena Katina, Sven Martin, Boris Renskij, Domen Vajevec, Steve Wilson)
5. Something I Said – 3:45 (Lena Katina, Steve Martin, Steven Lee, Sammy Naja, Drew Ryan Scott)
6. Lift Me Up – 3:22 (Lena Katina, Jasmin Ash, Jacques Brautbar)
7. Fed Up – 3:15 (Lena Katina, Sven Martin, Boris Renskij, Domen Vajevac, Steve Wilson, Troy MacCubbin)
8. An Invitation – 3:53 (Lena Katina, Maria Abraham, Jorg Kohring, Sven Martin)
9. Just a Day – 4:41 (Lena Katina, Troy MacCubbin, Sven Martin, Boris Renskij, Steve Wilson, Lene Dissing)
10. Wish on a Star – 4:16 (Lena Katina, Sven Martin, Vassy)
11. Waiting – 3:32 (Lena Katina, Steve Martin, Domen Vajevac, Sash Kuzma)
12. Never Forget – 3:34 (Lena Katina, Sven Martin, Hayden Bell, Sarah Lundbank, Erik Lidbom)
13. Lost in This Dance – 5:37 (Lena Katina, Sven Martin, Boris Renskij, Domen Vejevac, Steve Wilson)

Traccia bonus (Italia)
1. Golden Leaves (feat. Noemi Smorra) – 3:20 (Fernando Alba, Kathleen Hagen, Alessandro Paolinelli)

## Date di pubblicazione
| Paese  | Data di pubblicazione | Etichetta         | Formato                          |
| ------ | --------------------- | ----------------- | -------------------------------- |
| Italia | 14 novembre 2014      | Maqueta Records   | CD                               |
| Mondo  | 18 novembre 2014      | Katina Music Inc. | CD, streaming, download digitale |

## Esta soy yo
Esta soy yo è la versione in lingua spagnola dell'album This Is Who I Am, pubblicata il 1º luglio 2016. Annunciata nel 2015, è stata ufficialmente formalizzata il 15 giugno 2016. Il 23 giugno Lena Katina ha poi rivelato la tracklist sulla propria pagina Facebook.

### Descrizione
In un'intervista del 2016, Katina ha dichiarato di aver voluto registrare il suo primo album in studio anche in lingua spagnola grazie all'ampio seguito dei Paesi latinoamericani. A detta dell'artista, non è stato facile cantare in una lingua così lontana dalle sue origini, ma il risultato è stato più che soddisfacente. Ha poi ringraziato Karina Nuvo per l'aiuto fornitole nella traduzione delle canzoni e nell'impostazione corretta dell'accento spagnolo.
A differenza di This Is Who I Am, in cui sono presenti quattordici tracce, Esta soy yo presenta solamente sette tracce, con l'aggiunta di tre remix. Dal disco originale sono state tradotte in spagnolo soltanto cinque tracce: Levántame (Lift Me Up), Caminando en el sol (Walking in the Sun), La bestia (The Beast), No voy a olvidarte (Never Forget) e Perdida en el baile (Lost in This Dance). Il brano Quédate è invece la versione spagnola della canzone Stay, contenuta nel singolo di Never Forget, mentre Llamándote è la versione spagnola della canzone delle t.A.T.u. Running Blind, contenuta negli album del duo Vesëlye ulybki e Waste Management.

### Promozione
Il singolo Levántame è stato pubblicato il 24 settembre 2013 insieme alla sua controparte inglese Lift Me Up. Il video musicale, però, è stato reso disponibile (quasi tre anni dopo) il 28 giugno 2016, in supporto all'uscita di Esta soy yo.

### Tracce
1. Levántame – 3:23 (Jacques Brautbar, Jasmine Ash, Karina Nuvo, Lena Katina)
2. Caminando en el sol – 4:16 (Jorg Kohring, Karina Nuvo, Lena Katina, Maria Abraham, Sven Martin)
3. Llamándote – 3:56 (Christian Behrens, Julian Schramm, Karina Nuvo, Lars Reinartz, Lene Dissing, Rasmus Schwenger, Sven Martin)
4. La bestia – 4:06 (Boris Renskij, Domen Vajevac, Karina Nuvo, Lena Katina, Steve Wilson, Sven Martin)
5. Quédate – 3:29 (Boris Renskij, Domen Vajevac, Karina Nuvo, Lena Katina, Steve Wilson, Sven Martin, Troy MacCubbin)
6. No voy a olvidarte – 3:26 (Erik Lidbom, Hayden Bell, Karina Nuvo, Lena Katina, Sarah Lunback)
7. Perdida en el baile – 5:36 (Boris Renskij, Domen Vajevac, Karina Nuvo, Lena Katina, Steve Wilson, Sven Martin)
8. Levántame (Dave Audé Radio Remix) – 3:44 (Jacques Brautbar, Jasmine Ash, Karina Nuvo, Lena Katina)
9. No voy a olvidarte (Maragakis Remix) – 4:28 (Erik Lidbom, Hayden Bell, Karina Nuvo, Lena Katina, Sarah Lunback)
10. Perdida en el baile (Fly-Dream Remix) – 6:04 (Boris Renskij, Domen Vajevac, Karina Nuvo, Lena Katina, Steve Wilson, Sven Martin)

### Date di pubblicazione
| Paese  | Data di pubblicazione | Etichetta         | Formato               |
| ------ | --------------------- | ----------------- | --------------------- |
| Mondo  | 1º luglio 2016        | Katina Music Inc. | download digitale     |
| Russia | 1º luglio 2016        | Katina Music Inc. | CD, download digitale |
| Europa | 1º luglio 2016        | Maqueta Records   | CD, download digitale |